# Brazílie na Letních olympijských hrách 1968
Brazílie se účastnila Letní olympiády 1968 v Mexiku. Zastupovalo ji 76 sportovců (73 mužů a 3 ženy) ve 13 sportech.

## Medailisté
| Medaile | Jméno                           | Sport    | Soutěž                  |
| ------- | ------------------------------- | -------- | ----------------------- |
| Stříbro | Nelson Prudêncio                | Atletika | Muži trojskok           |
| Bronz   | Servílio de Oliveira            | Box      | Muži váha muší do 51 kg |
| Bronz   | Reinaldo Conrad Burkhard Cordes | Jachting | Muži létající Holanďan  |